# Rasmus Christensen
Rasmus Lynge Christensen (12 agosto 1991) è un calciatore danese, centrocampista dell'Hisøy.

## Carriera

### Club
Christensen ha cominciato la carriera professionistica con la maglia del Midtjylland. Ha esordito nella Superligaen in data 19 maggio 2011, subentrando ad Adigun Taofeek Salami nella sconfitta per 5-2 maturata sul campo del Copenaghen. Sempre con la maglia del Midtjylland, il 30 agosto 2012 ha effettuato il suo debutto nelle competizioni europee per club, seppure nei turni preliminari: negli spareggi per qualificarsi all'Europa League, infatti, ha sostituito Rilwan Olanrewaju Hassan nella vittoria per 0-2 sul campo dello Young Boys.
A settembre 2012, Christensen è passato al Fredericia, in 1. Division, con la formula del prestito. Ha esordito in squadra il 9 settembre, impiegato da titolare nel pareggio a reti inviolate sul campo del Vestsjælland. Il centrocampista è rimasto in squadra fino al mese di dicembre, totalizzando complessivamente 7 presenze tra campionato e coppa, senza mettere alcuna rete a referto.
A gennaio 2013, Christensen si è trasferito all'Hobro, sempre in prestito. Ha debuttato con questa maglia il 28 marzo, schierato dal primo minuto in occasione della vittoria interna per 1-0 contro l'HB Køge. Ha giocato 8 partite di campionato per l'Hobro, nel corso di questa porzione di stagione.
Durante l'annata seguente, è rimasto lontano dai campi da gioco per diversi mesi a causa della rottura del legamento crociato. Ha giocato così soltanto 2 partite nel campionato 2013-2014, culminato con la promozione dell'Hobro nella Superligaen.
Il 3 ottobre 2014 ha segnato la prima rete in carriera nella massima divisione danese, nella sconfitta interna per 1-5 contro la sua ex squadra del Midtjylland. L'Hobro ha chiuso la stagione al 7º posto, con Christensen che ha totalizzato 23 presenze e una rete tra campionato e coppa.
È rimasto in forza all'Hobro anche per l'annata successiva, in cui ha disputato 14 partite. Al termine di questo campionato si è svincolato, congedandosi dal club con 47 presenze e una rete.
Libero da vincoli contrattuali, in data 3 agosto 2016 ha firmato per i norvegesi dell'Arendal, militanti in 2. divisjon. Ha esordito con questa maglia il 6 agosto, schierato titolare nel successo casalingo per 1-0 sul Notodden. Il 13 agosto ha trovato la prima rete, nel 2-2 maturato sul campo del Bærum. Al termine di quello stesso campionato, l'Arendal ha conquistato la promozione in 1. divisjon per la prima volta nella sua storia, raggiungendo questo traguardo con tre giornate d'anticipo sulla fine della stagione. Christensen ha contribuito a questo traguardo con 10 reti in 11 presenze.
L'11 settembre 2017 ha rinnovato il contratto che lo legava all'Arendal fino al 31 dicembre 2019.
In vista della stagione 2020, si è accordato con l'Hisøy. L'11 dicembre 2020 è stato reso noto il suo ritorno all'Arendal, dall'annata seguente.
Il 28 novembre 2022 ha prolungato il contratto con il club, per un'ulteriore stagione. Al termine del campionato 2023, Christensen ha annunciato il ritiro dal calcio professionistico. Ha però continuato a giocare a livello amatoriale, tornando all'Hisøy.

### Nazionale
Christensen ha rappresentato la Danimarca a livello Under-16, Under-17, Under-18 e Under-20.

## Statistiche

### Presenze e reti nei club
Statistiche aggiornate al 3 aprile 2024.
| Stagione           | Club               | Campionato         | Campionato                                                                     | Campionato                                                                     | Coppe nazionali                                                                | Coppe nazionali                                                                | Coppe nazionali                                                                | Coppe continentali                                                             | Coppe continentali                                                             | Coppe continentali                                                             | Supercoppe                                                                     | Supercoppe                                                                     | Supercoppe                                                                     | Totale                                                                         | Totale                                                                         |
| Stagione           | Club               | Comp               | Pres                                                                           | Reti                                                                           | Comp                                                                           | Pres                                                                           | Reti                                                                           | Comp                                                                           | Pres                                                                           | Reti                                                                           | Comp                                                                           | Pres                                                                           | Reti                                                                           | Pres                                                                           | Reti                                                                           |
| ------------------ | ------------------ | ------------------ | ------------------------------------------------------------------------------ | ------------------------------------------------------------------------------ | ------------------------------------------------------------------------------ | ------------------------------------------------------------------------------ | ------------------------------------------------------------------------------ | ------------------------------------------------------------------------------ | ------------------------------------------------------------------------------ | ------------------------------------------------------------------------------ | ------------------------------------------------------------------------------ | ------------------------------------------------------------------------------ | ------------------------------------------------------------------------------ | ------------------------------------------------------------------------------ | ------------------------------------------------------------------------------ |
| 2010-2011          | Midtjylland        | SL                 | 1                                                                              | 0                                                                              | CD                                                                             | 0                                                                              | 0                                                                              | -                                                                              | -                                                                              | -                                                                              | -                                                                              | -                                                                              | -                                                                              | 1                                                                              | 0                                                                              |
| 2011-2012          | Midtjylland        | SL                 | 0                                                                              | 0                                                                              | CD                                                                             | 0                                                                              | 0                                                                              | UEL                                                                            | -                                                                              | -                                                                              | -                                                                              | -                                                                              | -                                                                              | 0                                                                              | 0                                                                              |
| lug.-set. 2012     | Midtjylland        | SL                 | 0                                                                              | 0                                                                              | CD                                                                             | 0                                                                              | 0                                                                              | UEL                                                                            | 1                                                                              | 0                                                                              | -                                                                              | -                                                                              | -                                                                              | 1                                                                              | 0                                                                              |
| Totale Midtjylland | Totale Midtjylland | Totale Midtjylland | 1                                                                              | 0                                                                              |                                                                                | 0                                                                              | 0                                                                              |                                                                                | 1                                                                              | 0                                                                              |                                                                                | -                                                                              | -                                                                              | 2                                                                              | 0                                                                              |
| set.-dic. 2012     | Fredericia         | 1D                 | 6                                                                              | 0                                                                              | CD                                                                             | 1                                                                              | 0                                                                              | -                                                                              | -                                                                              | -                                                                              | -                                                                              | -                                                                              | -                                                                              | 7                                                                              | 0                                                                              |
| gen.-giu. 2013     | Hobro              | 1D                 | 8                                                                              | 0                                                                              | CD                                                                             | -                                                                              | -                                                                              | -                                                                              | -                                                                              | -                                                                              | -                                                                              | -                                                                              | -                                                                              | 8                                                                              | 0                                                                              |
| 2013-2014          | Hobro              | 1D                 | 2                                                                              | 0                                                                              | CD                                                                             | 0                                                                              | 0                                                                              | -                                                                              | -                                                                              | -                                                                              | -                                                                              | -                                                                              | -                                                                              | 2                                                                              | 0                                                                              |
| 2014-2015          | Hobro              | SL                 | 22                                                                             | 1                                                                              | CD                                                                             | 1                                                                              | 0                                                                              | -                                                                              | -                                                                              | -                                                                              | -                                                                              | -                                                                              | -                                                                              | 23                                                                             | 1                                                                              |
| 2015-2016          | Hobro              | SL                 | 12                                                                             | 0                                                                              | CD                                                                             | 2                                                                              | 0                                                                              | -                                                                              | -                                                                              | -                                                                              | -                                                                              | -                                                                              | -                                                                              | 14                                                                             | 0                                                                              |
| Totale Hobro       | Totale Hobro       | Totale Hobro       | 44                                                                             | 1                                                                              |                                                                                | 3                                                                              | 0                                                                              |                                                                                | -                                                                              | -                                                                              |                                                                                | -                                                                              | -                                                                              | 47                                                                             | 1                                                                              |
| ago.-dic. 2016     | Arendal            | 2D                 | 11                                                                             | 10                                                                             | CN                                                                             | -                                                                              | -                                                                              | -                                                                              | -                                                                              | -                                                                              | -                                                                              | -                                                                              | -                                                                              | 11                                                                             | 10                                                                             |
| 2017               | Arendal            | 1D                 | 16                                                                             | 5                                                                              | CN                                                                             | 0                                                                              | 0                                                                              | -                                                                              | -                                                                              | -                                                                              | -                                                                              | -                                                                              | -                                                                              | 16                                                                             | 5                                                                              |
| 2018               | Arendal            | 2D                 | 10                                                                             | 3                                                                              | CN                                                                             | 2                                                                              | 2                                                                              | -                                                                              | -                                                                              | -                                                                              | -                                                                              | -                                                                              | -                                                                              | 12                                                                             | 5                                                                              |
| 2019               | Arendal            | 2D                 | 6                                                                              | 3                                                                              | CN                                                                             | 2                                                                              | 0                                                                              | -                                                                              | -                                                                              | -                                                                              | -                                                                              | -                                                                              | -                                                                              | 8                                                                              | 3                                                                              |
| 2020               | Hisøy              | 5D                 | La stagione è stata cancellata a causa della pandemia di COVID-19 in Norvegia. | La stagione è stata cancellata a causa della pandemia di COVID-19 in Norvegia. | La stagione è stata cancellata a causa della pandemia di COVID-19 in Norvegia. | La stagione è stata cancellata a causa della pandemia di COVID-19 in Norvegia. | La stagione è stata cancellata a causa della pandemia di COVID-19 in Norvegia. | La stagione è stata cancellata a causa della pandemia di COVID-19 in Norvegia. | La stagione è stata cancellata a causa della pandemia di COVID-19 in Norvegia. | La stagione è stata cancellata a causa della pandemia di COVID-19 in Norvegia. | La stagione è stata cancellata a causa della pandemia di COVID-19 in Norvegia. | La stagione è stata cancellata a causa della pandemia di COVID-19 in Norvegia. | La stagione è stata cancellata a causa della pandemia di COVID-19 in Norvegia. | La stagione è stata cancellata a causa della pandemia di COVID-19 in Norvegia. | La stagione è stata cancellata a causa della pandemia di COVID-19 in Norvegia. |
| 2021               | Arendal            | 2D                 | 19                                                                             | 3                                                                              | CN                                                                             | 3                                                                              | 0                                                                              | -                                                                              | -                                                                              | -                                                                              | -                                                                              | -                                                                              | -                                                                              | 22                                                                             | 3                                                                              |
| 2022               | Arendal            | 2D                 | 22+4                                                                           | 7+1                                                                            | CN                                                                             | 2                                                                              | 0                                                                              | -                                                                              | -                                                                              | -                                                                              | -                                                                              | -                                                                              | -                                                                              | 28                                                                             | 8                                                                              |
| 2023               | Arendal            | 2D                 | 20                                                                             | 1                                                                              | CN                                                                             | 2                                                                              | 2                                                                              | -                                                                              | -                                                                              | -                                                                              | -                                                                              | -                                                                              | -                                                                              | 22                                                                             | 3                                                                              |
| Totale Arendal     | Totale Arendal     | Totale Arendal     | 94+4                                                                           | 32+1                                                                           |                                                                                | 11                                                                             | 4                                                                              |                                                                                | -                                                                              | -                                                                              |                                                                                | -                                                                              | -                                                                              | 109                                                                            | 37                                                                             |
| 2024               | Hisøy              | 5D                 | 0                                                                              | 0                                                                              | -                                                                              | -                                                                              | -                                                                              | -                                                                              | -                                                                              | -                                                                              | -                                                                              | -                                                                              | -                                                                              | 0                                                                              | 0                                                                              |
| Totale             | Totale             | Totale             | 94                                                                             | 22                                                                             |                                                                                | 7                                                                              | 2                                                                              |                                                                                | 1                                                                              | 0                                                                              |                                                                                | -                                                                              | -                                                                              | 102                                                                            | 24                                                                             |